# Go2Sky
Go2Sky est une compagnie aérienne charter dont le siège est à Bratislava et basé à l'aéroport de Bratislava et un spécialiste de l'ACMI.

## Histoire
Go2Sky a été fondée le 14 février 2013. La compagnie aérienne slovaque a proposé ses avions pour des opérations d'affrètement non régulières de passagers, de fret et de courrier. Par ailleurs, la compagnie aérienne proposait la location ACMI (wet-lease) de ses avions, destinés à d'autres compagnies aériennes (titulaire d'un AOC) et des vols charters ad hoc. Go2Sky est certifié IOSA ( IATA Operational Safety Audit ) depuis 2015.

## Flotte

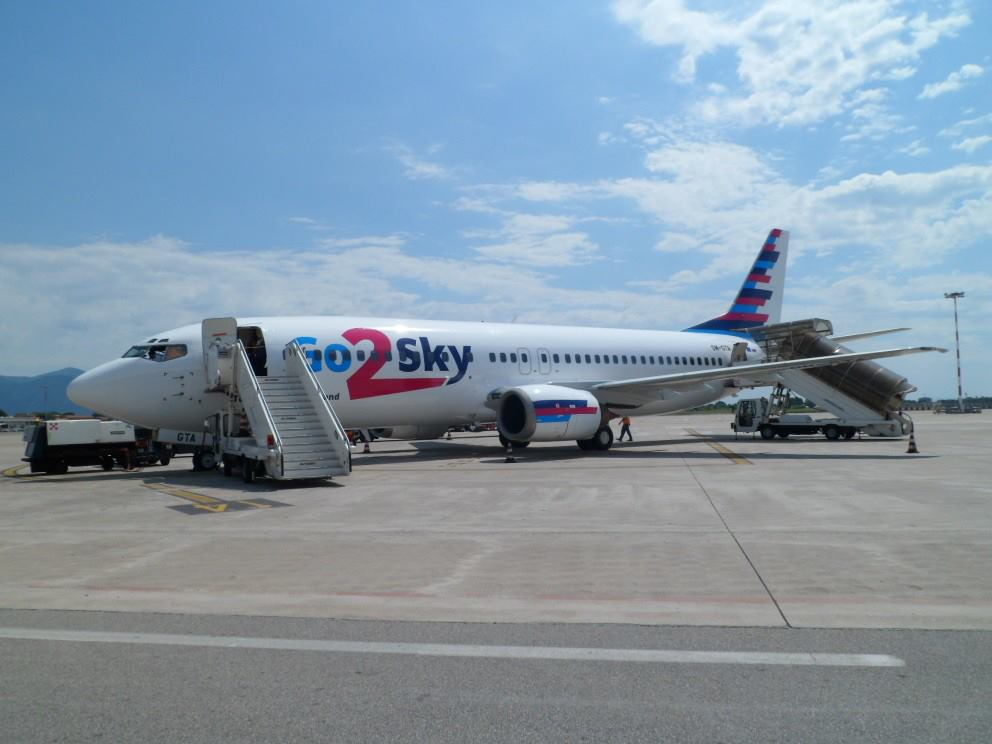
Un ancien Boeing 737-400 de Go2Sky

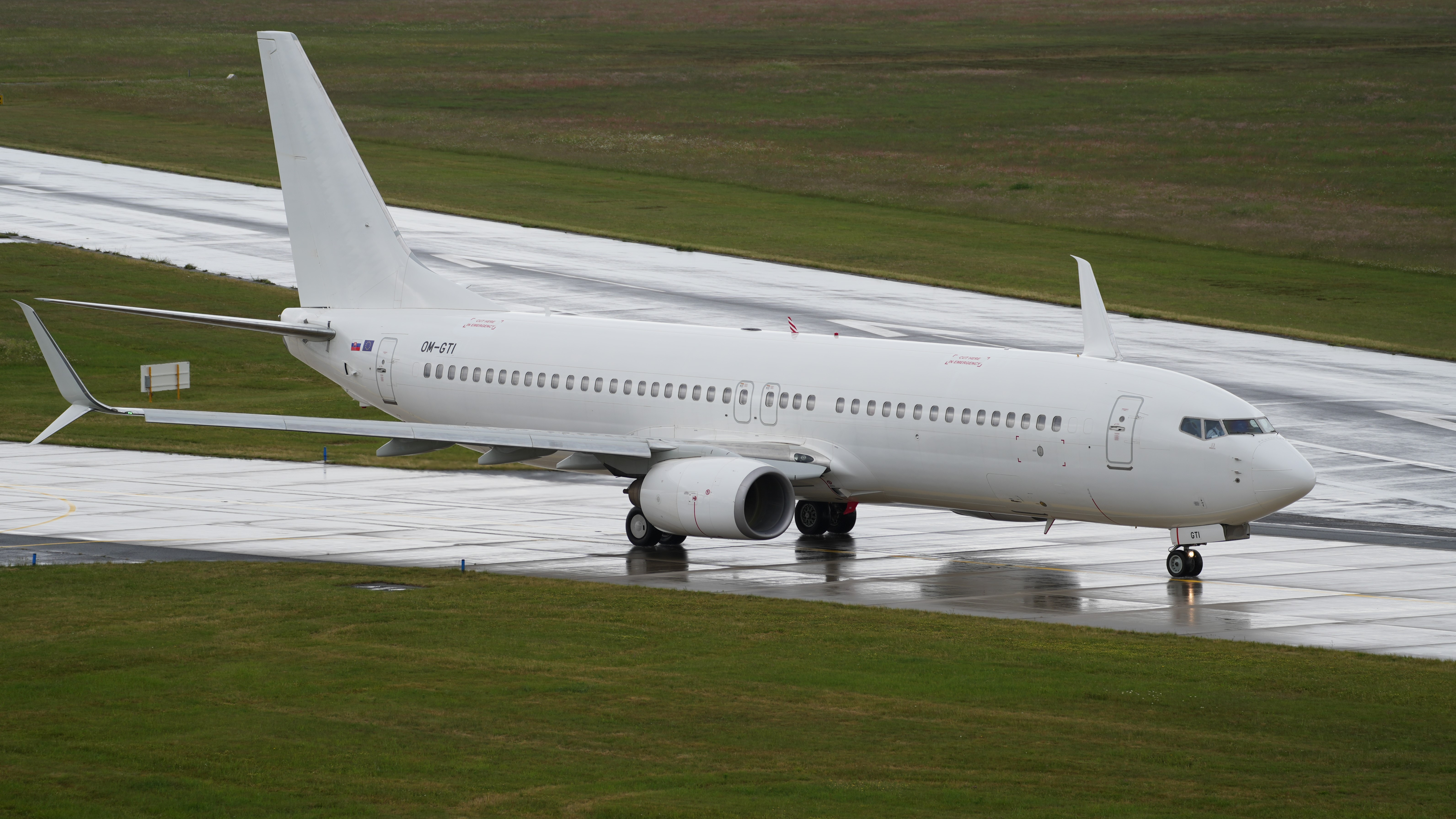
Un Boeing 737-800 de la compagnie

| Avion          | En service | Commandes | Passagers | Notes |
| -------------- | ---------- | --------- | --------- | ----- |
| Boeing 737-800 | 3          | —         | 189       |       |
| Total          | 3          | —         |           |       |

## Incidents et accidents
- Un Boeing 737-800 Go2Sky exploité pour le compte de Norwegian Air Shuttle, immatriculé LN-NII effectuant le vol DY-277 de Kristiansand à Oslo (Norvège), est entré sur la piste 04 de Kristiansand, a commencé à accélérer pour le décollage, l'équipage a interrompu le décollage à basse vitesse et a arrêté l'avion après environ 230 mètres en raison d'un avertissement de configuration de décollage. L'équipage a arrêté par erreur les deux moteurs, ce qui a également provoqué l'arrêt de tous les appareils électriques, y compris l'éclairage de la cabine. L'avion est resté en position pendant environ 5 minutes et à ce moment le personnel de cabine a parcouru les allées pour calmer les passagers. Les agents de bord de Norwegian Air Shuttle s'attendaient à un autre appel de l'équipage du poste de pilotage pour s'asseoir avant le décollage, cependant, tout à coup, les moteurs ont accéléré pour le décollage et l'avion est parti avec l'équipage de cabine se précipitant vers leurs sièges. L'avion a arrêté la montée au FL150 (niveau de croisière habituel FL260), l'équipage a reçu une alerte d'altitude cabine et s'est stabilisé à basse altitude, il a été découvert plus tard que les systèmes de climatisation n'avaient pas été activés[2].